# Aéroport régional Les Éplatures
L'aéroport régional des Éplatures (code OACI : LSGC) est situé au sud-ouest de la ville de La Chaux-de-Fonds en Suisse. 
L'aérodrome dispose d'un piste en asphalte de 1 165 mètres.
Il dispose également : 
- d'un club de vol à voile et de pilotage d'avions privés : aéro club des montagnes neuchâteloises[1] ;
- d'une base d'hélicoptères (notamment Centaurium Aviation et MountainFlyers).

## Situation

### Carte des aéroports en Suisse
| \| 20 km1:1 107 000 \| EuroAirport Basel-Mulhouse-Freiburg Zurich Genève Berne Birrfeld Bressaucourt Fribourg Granges La Chaux-de-Fonds Lausanne Lugano Samedan Saint-Gall Sion Alpnach Buochs Dübendorf Emmen Payerne Ambri Amlikon Bad Ragaz Bellechasse Bex Biel-Kappelen Buttwil Courtelary Dittingen Fricktal-Schupfart Gruyère Hasenstrick Hausen am Albis Kägiswil La Côte Langenthal Locarno Lodrino Lommis Luzern-Beromünster Mollis Montricher Neuchâtel Môtiers Münster Olten Rarogne Reichenbach Saanen Schaffhausen Schänis Sitterdorf Speck-Fehraltorf St. Stephan Thoune Triengen Wangen-Lachen Winterthur Yverdon-les-Bains Zweisimmen |
| 20 km1:1 107 000 |

## Exploitation
Les vols de formation concernent la moitié des mouvements annuels. Plusieurs vols d'entraînement pour les pilotes de la compagnie Swiss s'y passent. 
En outre, les vols d'affaires concernent l'autre grande moitié des mouvements annuels, bien que les vols charters saisonniers, anciennement opérés par Air Glaciers existent. Cette compagnie a transportés dans ses avions de 8 places, plus de 1 030 passagers en 2015 à destination de l'Aéroport de Calvi-Sainte-Catherine en Corse (France) et de l'Aéroport de Marina di Campo sur l'Île d'Elbe en Italie. Actuellement, Swiss Flight Services propose des vols saisonniers à destination de la Corse, de l'île d'Elbe et de la Croatie.
Les vols en provenance de l’espace Schengen doivent s'annoncer à la douane minimum une heure avant l'atterrissage et l'annonce de départ au minimum 30 minutes avant le décollage par message électronique au moyen d'un formulaire. Les vols extra-Schengen devant être obligatoirement contrôlés et l'annonce doit être transmise au minimum 1 heure avant l'atterrissage et le décollage.

## Moyens de secours
Un véhicule d'extinction Rosenbauer de catégorie 4 de première intervention, complété dans les 3 minutes par le Service d'Incendie et de Secours des Montagnes neuchâteloises (SISMN). Sur demande préalable de 3 heures, il est possible d'obtenir jusqu'à la catégorie 5 avec le train d'intervention SIS présent alors sur l'aéroport.